# 蓮花車隊 (1954年)
蓮花车队（Team Lotus）是英国跑车制造商蓮花汽车旗下的的一支赛车車隊。該车队参加過包括一级方程式赛车、二級方程式賽車、福特方程式等在內的一系列賽車比賽。該車隊於1962年至1978年期间赢得了7座一级方程式赛车冠军。